# The Bodyguard
«Телохранитель» (англ. The Bodyguard) — пятнадцатый эпизод из серии короткометражных мультфильмов «Том и Джерри». Эпизод является приквелом к серии «Puttin’ on the Dog». Дата выпуска: 22 июля 1944 года. Бульдога Спайка в этом мультфильме озвучил актёр Билли Блэтчер.

## Сюжет
Джерри, избежав очередной поимки Томом, вызволяет Спайка из машины для отлова бродячих собак. В благодарность Спайк обещает Джерри вечную дружбу и говорит, что если у Джерри будет что-то не так, то ему нужно будет только свистнуть.
Чуть позже Том ловит Джерри, но последний свистит. Спайк спасает мышонка и предупреждает кота, что если он что-то сделает с Джерри, Спайк сотрёт его в порошок. Том ловит Джерри за спиной Спайка и затыкает ему рот, говоря, что он его власти, но видит идущую по улице кошечку и призывно свистит. Спайк спрессовывает Тому голову крышками мусорных баков и опять спасает Джерри (Спайк поверил, что свист сделал Джерри).
Спустя время Том предлагает Джерри жвачку (намазанную клеем), которую Джерри проглатывает. Джерри понимает, что не может свистеть из-за клея, и убегает от кота. Мышонок видит Спайка, пытается объяснить, что с ним случилось, но пёс ничего не понимает, усмехается и уходит. Джерри удаётся проскользнуть в дырку ближайшего забора, и пока Том пытается перелезть через тот забор, мышонок, набрав побольше воздуха, раздувает пузырь жвачки до невероятных размеров.
Когда Том перебирается через забор, Джерри лопает пузырь с оглушительным свистом. Испуганный Том роет себе могилу и пишет завещание: «Я, Томас, отдаю всё на благотворительность! Подпись: Том.». Но Спайк не приходит на свист, так как его опять ловят собаколовы, он не может выбраться из фургона и даже Джерри не может помочь Спайку выйти, так как на решётке замок вместо засова.

## Факты
- Второй мультфильм, в котором появляется бульдог Спайк (первое появление — «Dog Trouble»). Но в этот раз он разговаривает.
- Это один из двух мультфильмов, где из Тома делают аккордеон. Второй — Neapolitan Mouse.
- Фраза Тома «Теперь ты в моей власти!» и его злой смех тоже были озвучены Билли Блэтчером.
- Второй из тринадцати мультфильмов, в которых Том выигрывает.
- Первая серия, где Джерри зовёт Спайка на помощь. Вторая — Fit to be tied.